# Zinaida Dmitrievna Skobeleva
Zinaida Dmitrievna Skobeleva (in russo Зинаида Дмитриевна Скобелева?; San Pietroburgo, 17 gennaio 1856 – San Pietroburgo, 4 giugno 1899) è stata una nobildonna russa, seconda moglie del duca Evgenij Maksimilianovič di Leuchtenberg.

## Biografia
Zinaida era la figlia del generale Dmitrij Ivanovič Skobelev, e di sua moglie, Ol'ga Nikolaevna Poltavševa. Battezzata nella Chiesa dell'Intercessione della Santa Vergine nella Grande Kolomna, i suoi padrini furono il granduca Nikolaj Nikolaevič Romanov e sua zia Elizaveta Nikolaevna Poltavševa. Nella sua giovinezza, ha vissuto a lungo con sua madre a Parigi, dove ha ricevuto un'educazione puramente francese. Aveva una bella voce, amava l'opera italiana e prendeva lezioni di canto dalla famosa Pauline Viardot.

## Matrimonio
Secondo il conte Šeremetev, alla sua prima apparizione in società, Zinaida non ha avuto molto successo. Sua madre, una donna laica e ambiziosa, avendo fatto sposare con successo le sue figlie maggiori, aveva ambizioni più grandi per la più giovane "bella Zina". La portò persino a Madrid e cercò di sposarla al giovane Alfonso XII, ma senza successo. Tornato a San Pietroburgo, le fu presentato il duca Evgenij Maksimilianovič di Leuchtenberg, nipote di Nicola I e pronipote di Giuseppina di Beauharnais.
La sua prima moglie, che ha ricevuto il titolo di contessa di Beauharnais dopo un matrimonio morganatico, morì di parto nel 1870. Dopo la morte di sua moglie, Evgenij Maksimilianovič condusse uno stile di vita sfrenato a lungo termine e Ol'ga Nikolaevna lo fece sposare abilmente con la figlia più giovane. Le nozze cennero celebrate il 2 luglio 1878, nella chiesa del Palazzo Mariinskij.
Grazie a questa unione, Zinaida si imparentò con tutti i membri della famiglia imperiale. Dopo il matrimonio, la sposina ricevette il titolo di contessa di Beauharnais, e in seguito, nel 1889, divenne duchessa di Leuchtenberg, ricevendo il titolo di Altezza Serenissima. La coppia non ebbe figli. 

### Amante reale
Sorprendentemente attraente, la bella e allegra Zina Beauharnais, come veniva solitamente chiamata, era una delle persone più in vista del mondo di Pietroburgo. Secondo la principessa Ekaterina Radziwill, si distingueva per la "bellezza radiosa" e quando entrava nella sala oscurava tutti gli altri con il suo fascino. Era sinceramente gentile e non parlava mai male degli altri. Tra gli ammiratori della contessa Beauharnais c'era il granduca Aleksej Aleksandrovič. Il granduca aveva chiamato il suo yacht "Zina" in suo onore e nel suo palazzo sulla Moika organizzava sontuosi ricevimenti per il suo piacere. 
Secondo il diario di Polovcov, il duca era “un marito premuroso e quasi costantemente ubriaco. Sempre avido e spendaccione, approfittò del fatto che il granduca Aleksej Aleksandrovic fosse follemente innamorato di sua moglie e insieme a lei gli tirava fuori più soldi possibili.

## Morte
Questo trio lo si poteva spesso trovare in ristoranti eleganti e luoghi di intrattenimento sia in Russia che all'estero, soprattutto a Parigi. Notti insonni e l'abuso di bevande alcoliche, soprattutto champagne, minarono presto la salute di Zina. Secondo Polovcov, ben presto Zina manifesto il diabete (secondo un'altra versione, aveva un cancro alla gola). Morì a San Pietroburgo "per infiammazione del peritoneo e paralisi cardiaca" all'età di 43 anni. Fu sepolta nel cimitero della chiesa Isidorovskaja dell'Alexander Nevsky Lavra.